# Distretto di Samtse
Samtse è uno dei 20 distretti (dzongkhag) che costituiscono il Bhutan. Il distretto appartiene al dzongdey occidentale.

## Municipalità
Il distretto consta di quindici gewog (raggruppamenti di villaggi):
- gewog di Dungtoe
- gewog di Dophoogchen
- gewog di Duenchukha
- gewog di Namgaychhoeling
- gewog di Norbugang
- gewog di Norgaygang
- gewog di Pemaling
- gewog di Phuentshogpelri
- gewog di Samtse
- gewog di Sangngagchhoeling
- gewog di Tading
- gewog di Tashicholing
- gewog di Tendu
- gewog di Ugentse
- gewog di Yoeseltse